# Ноке-Хајст
Ноке-Хајст (хол. Knokke-Heist) је општина у Белгији у региону Фландрија у покрајини Западна Фландрија. Према процени из 2007. у општини је живело 34.132 становника.

## Становништво
Према процени, у општини је 1. јануара 2015. живело 33.452 становника.
| 1984.  | 2000.  | 2010. | 2015. |
| ------ | ------ | ----- | ----- |
| 29.730 | 33.148 | 33825 | 33452 |